# Liste der Naturdenkmale in Schmölln-Putzkau
Die Liste der Naturdenkmale in Schmölln-Putzkau nennt die Naturdenkmale in Schmölln-Putzkau im sächsischen Landkreis Bautzen.

## Definition
„Naturdenkmäler sind rechtsverbindlich festgesetzte Einzelschöpfungen der Natur oder entsprechende Flächen bis zu fünf Hektar, deren besonderer Schutz erforderlich ist
1. aus wissenschaftlichen, naturgeschichtlichen oder landeskundlichen Gründen oder
2. wegen ihrer Seltenheit, Eigenart oder Schönheit.“

## Liste
Link zu einem Kartenansichtstool, um Koordinaten zu setzen.
| Bild                          | Bezeichnung                                                                  | Lage                                          | Beschreibung | Datum | Nummer |
| ----------------------------- | ---------------------------------------------------------------------------- | --------------------------------------------- | ------------ | ----- | ------ |
| BW                            | Hübelschenkmoor                                                              | Oberputzkau (51° 5′ 22,7″ N, 14° 15′ 53,4″ O) |              |       | BZ147  |
| BW                            | Gehölz entlang der Bahnlinie Putzkau-Schmölln                                | Schmölln (51° 6′ 38″ N, 14° 14′ 11,4″ O)      |              |       | BZ167  |
| BW                            | Gehölz entlang der Bahnlinie Putzkau-Schmölln                                | Schmölln (51° 6′ 38″ N, 14° 14′ 11,8″ O)      |              |       | BZ167  |
| BW                            | Eschen-Ahorn-Wald am Valtenberg                                              | Oberputzkau (51° 4′ 27,1″ N, 14° 16′ 1,6″ O)  |              |       | BZ168  |
| BW                            | Rotbuche am Nordhang des Spitzberges                                         | Oberputzkau (51° 6′ 35″ N, 14° 15′ 5,9″ O)    |              |       | B169   |
| BW                            | Schwarzwasserlauf oberhalb Schmölln                                          | Schmölln (51° 6′ 56,6″ N, 14° 14′ 15,5″ O)    |              |       | BZ174  |
| BW                            | Gehölz am Osthang des Pfarrberges                                            | Schmölln (51° 7′ 9,7″ N, 14° 14′ 34,3″ O)     |              |       | BZ175  |
| BW                            | Gehölzbestandener ehemaliger Teichdamm oberhalb des Rückhaltebeckens         | Schmölln (51° 6′ 46,7″ N, 14° 14′ 37,4″ O)    |              |       | BZ176  |
| BW                            | Gehölzbestandener ehemaliger Teichdamm nordwestlich Tröbigau                 | Tröbigau (51° 7′ 1,3″ N, 14° 14′ 56,7″ O)     |              |       | BZ177  |
| BW                            | Stieleiche am Südhang des Pfarrberges                                        | Schmölln (51° 7′ 2,6″ N, 14° 14′ 27,6″ O)     |              |       | B178   |
| mehr Fotos \| Fotos hochladen | Waldrand oberhalb Neuschmölln                                                | Neuschmölln (51° 7′ 23,6″ N, 14° 15′ 20,6″ O) |              |       | BZ179  |
| mehr Fotos \| Fotos hochladen | Schwarzwasser und Gehölze in Tröbigau-Niederdorf                             | Tröbigau (51° 6′ 58,8″ N, 14° 15′ 10,5″ O)    |              |       | BZ180  |
| mehr Fotos \| Fotos hochladen | Schwarzwasser und Ufergehölze unterhalb des Wasserhauses Tröbigau-Niederdorf | Tröbigau (51° 7′ 2,5″ N, 14° 15′ 16″ O)       |              |       | BZ181  |
| BW                            | Haselnusssträucher unterhalb Neumanns Berg                                   | Tröbigau (51° 6′ 55,5″ N, 14° 15′ 49,3″ O)    |              |       | BZ183  |
| BW                            | Gehölz oberhalb der Haselnuss-Sträucher an Neumanns Berg                     | Tröbigau (51° 6′ 48,7″ N, 14° 15′ 56,4″ O)    |              |       | BZ184  |
| BW                            | Rotbuche auf Neumanns Berg                                                   | Tröbigau (51° 6′ 47,6″ N, 14° 15′ 44,6″ O)    |              |       | B185   |
| BW                            | ehemaliger Teichdamm nordwestlich der Ziegelbergsiedlung                     | Oberputzkau (51° 5′ 32,5″ N, 14° 13′ 54,2″ O) |              |       | BZ215  |
| BW                            | Lindenallee                                                                  | Oberputzkau (51° 5′ 16,9″ N, 14° 13′ 59,4″ O) |              |       | B216   |
| BW                            | Baumgruppe am West- und Nordhang des Kirchberges                             | Schmölln (51° 7′ 30,5″ N, 14° 14′ 11,3″ O)    |              |       | BZ237  |
| BW                            | Buchengruppe "Tempel"                                                        | Schmölln (51° 7′ 36,3″ N, 14° 14′ 22,9″ O)    |              |       | B238   |
| BW                            | Baumgruppe am Westhang des Pfarrberges                                       | Schmölln (51° 7′ 15,3″ N, 14° 14′ 14,2″ O)    |              |       | B239   |
| mehr Fotos \| Fotos hochladen | Sommerlinde bei Reiche im Hof                                                | Tröbigau (51° 7′ 17,2″ N, 14° 15′ 38,8″ O)    |              |       | B241   |
| mehr Fotos \| Fotos hochladen | Winterlinde bei Reiche im Garten                                             | Tröbigau (51° 7′ 17,6″ N, 14° 15′ 39,8″ O)    |              |       | B242   |